# Sam Sheppard
Cet article possède un paronyme, voir Sam Shepard.
Samuel Holmes Sheppard, né le 29 décembre 1923 à Cleveland (Ohio) et mort le 6 avril 1970 à Columbus (Ohio), est un neurochirurgien américain. Après avoir été reconnu coupable du meurtre de sa femme Marilyn Reese Sheppard en 1954, il bénéficie d’un non-lieu en 1966. L’affaire fait l’objet d’une importante couverture médiatique aux États-Unis mais également dans le reste du monde et est l’objet de diverses controverses.
La Cour suprême des États-Unis a considéré que « l’atmosphère de carnaval » du premier procès de Sheppard n’était pas conforme au déroulé d’une procédure régulière, conduisant à sa libération après dix ans de prison.

## Biographie

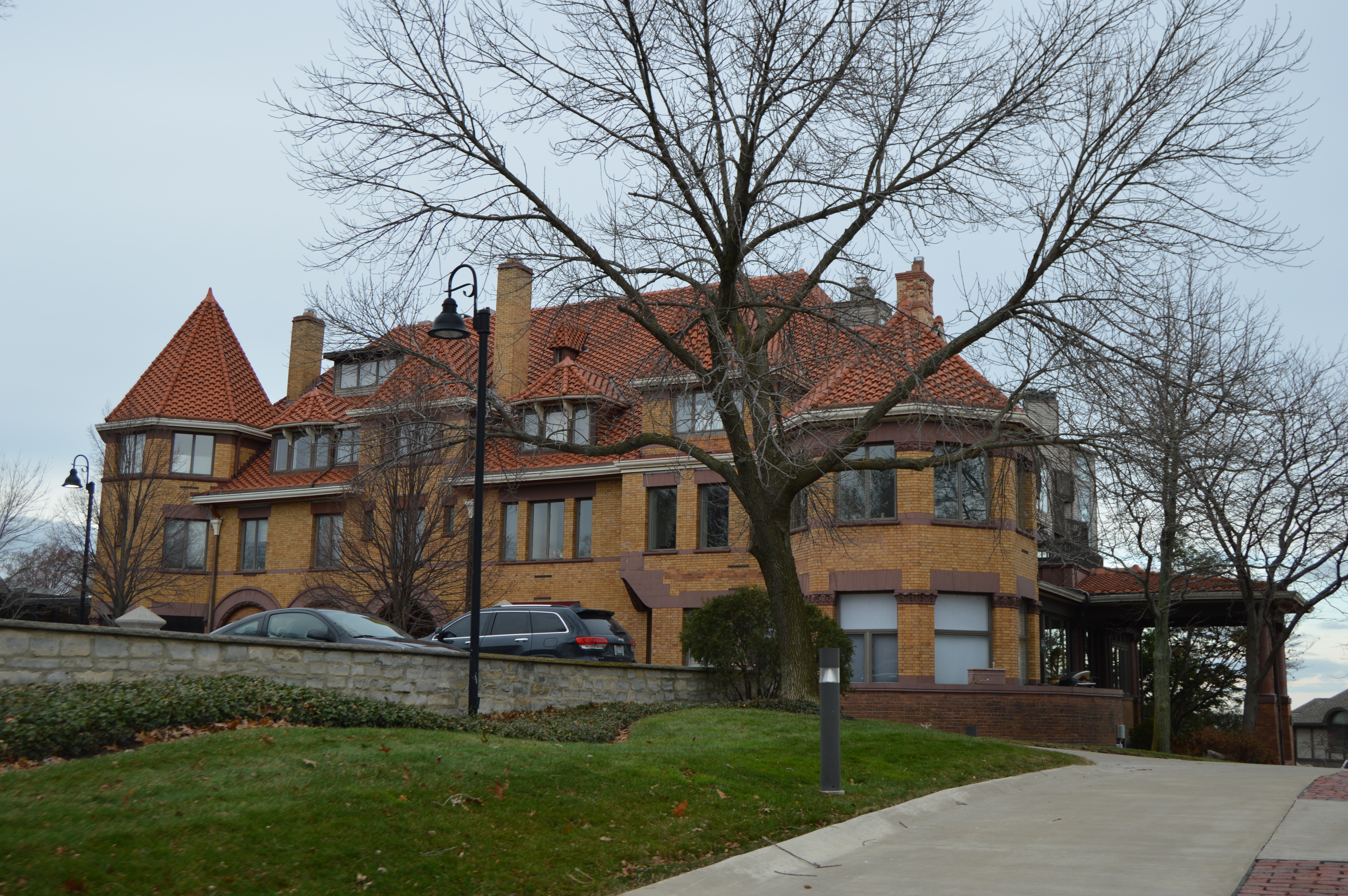
Hôpital Bay View.

Sam Sheppard naît à Cleveland dans l'Ohio. Il est le plus jeune des trois fils de Richard Allen Sheppard, docteur ostéopathe. Il fréquente le lycée de Cleveland Heights (en) ; c’est un élève brillant qui pratique le football américain, le basket-ball et l’athlétisme. Il est élu trois fois président de sa classe. Sheppard rencontre sa future épouse, Marilyn Reese, au lycée. Malgré les bourses offertes par plusieurs universités de l’Ohio, Sheppard choisit de suivre l’exemple de son père et de ses frères aînés et s’engage dans des études en ostéopathie. Il s’inscrit à l’université Hanover (en) dans l’Indiana pour suivre des cours de médecine pré-ostéopathique, puis s’inscrit à des cours complémentaires à la Université Case Western Reserve de Cleveland. Sheppard termine sa formation médicale à la Los Angeles Osteopathic School of Physicians and Surgeons (aujourd’hui Université de Californie à Irvine) et reçoit son diplôme de docteur en médecine ostéopathique (DO).
Sheppard termine son internat et sa résidence en neurochirurgie à l’hôpital général du comté de Los Angeles (en). Il épouse Marilyn Reese le 21 février 1945 à Hollywood, en Californie. Quelques années plus tard, il retourne dans l’Ohio et travaille en collaboration avec son père à l’hôpital Bay View (en).

## Meurtre de Marilyn Reese Sheppard
Dans la nuit du 3 juillet 1954, Sheppard et Marilyn reçoivent  des voisins dans leur maison (démolie en 1993) au bord du lac. Pendant qu’ils regardent le film Strange Holiday (en), Sheppard s’endort sur le canapé du salon. Marilyn raccompagne ensuite les voisins.
Aux petites heures du matin du 4 juillet 1954, Marilyn Sheppard est battue à mort dans son lit avec un objet inconnu. La chambre est couverte d’éclaboussures de sang et des gouttes de sang ont été trouvées sur les planchers de la maison. Certains objets, notamment la montre-bracelet, le porte-clés et la clé de Sam Sheppard, ainsi que la bague de sa fraternité, semblent avoir été volés. Ils seront retrouvés par la suite dans un sac en toile dans des buissons derrière la maison. Sheppard déclare qu’il dormait profondément sur le canapé quand il a entendu les cris de sa femme. Il affirme être monté rapidement à l’étage où il a aperçu une « forme bipède blanche » dans la chambre, avant d’avoir été assommé. À son réveil, il dit avoir retrouvé l’intrus au rez-de-chaussée, l’avoir chassé hors de la maison, poursuivi jusqu’à la plage où, après une dispute, Sheppard aurait été assommé de nouveau.
À 5 h 40, un voisin reçoit un appel téléphonique urgent de Sheppard qui le supplie de venir chez lui. Lorsque le voisin et sa femme arrivent, Sheppard est torse nu et son pantalon porte une tache de sang sur le genou. Les secours arrivent peu après. Sheppard semble désorienté et sous le choc. Personne n’a entendu le chien de la famille aboyer pour indiquer la présence d’un intrus, et leur fils de sept ans, Sam Reese « Chip » Sheppard, dort dans la chambre contiguë durant le crime.

## Premier procès

### Couverture médiatique
Le procès de Sheppard commence le 18 octobre 1954. L’enquête sur le meurtre et le procès font l’objet d’une vaste publicité. Certains journaux et autres médias de l’Ohio seront par la suite accusés de partialité contre Sheppard et de couvrir l’événement violemment à charge, se focalisant sur ce seul suspect viable. Un juge fédéral critiquera ensuite les médias : « S’il n’y avait jamais eu qu’un procès fait par les journaux, ce serait un exemple parfait. Et l’exemple le plus sournois était le Cleveland Press. Pour on ne sait quelle raison, ce journal s’est érigé en accusateur, en juge et en jury ».
Les médias locaux subissent l’influence des enquêteurs. Le 21 juillet 1954, le Cleveland Press publie un éditorial en première page intitulé « Faites-le maintenant, Dr. Gerber », appelant à une enquête publique. Quelques heures plus tard, le docteur Samuel Gerber, le médecin-légiste qui enquête sur le meurtre, annonce qu’il organisera une enquête publique le lendemain. Le Cleveland Press publie un autre éditorial en première page intitulé « Pourquoi Sam Sheppard n’est-il pas en prison ? » le 30 juillet, avec un nouveau titre dans les éditions suivantes : « Arrêtez de caler et emprisonnez-le ! »,. Cette nuit-là, Sheppard est arrêté pour un interrogatoire de police.
Les médias locaux publient en première page des articles à charge contre Sheppard sans preuve à l’appui ou avec des éléments par la suite réfutés. Durant le procès, une émission de radio populaire diffuse un reportage sur une femme de New York qui affirme être sa maîtresse et la mère de son enfant illégitime. Le jury n’ayant pas été séquestré, deux des jurés précisent au juge avoir entendu l’émission, mais le juge ne les écarte pas. D’après des entretiens réalisés avec certains jurés des années plus tard, il est probable qu’ils aient été influencés par la presse avant le procès et peut-être pendant celui-ci. La Cour suprême des États-Unis a par la suite qualifié le procès d’« atmosphère de carnaval ».

### Accusation
Le caractère très médiatisé de l’affaire est un atout pour le procureur principal John J. Mahon, qui se présente alors pour un siège à la Court of Common Pleas du comté de Cuyahoga. Mahon sera élu à ce siège qu’il occupera jusqu’à sa mort le 31 janvier 1962. Les procureurs apprennent durant l’enquête, et le révèlent durant le procès, que Sheppard avait une liaison extraconjugale depuis trois ans avec Susan Hayes, une infirmière de l’hôpital où Sheppard travaillait. Selon l’accusation, il s’agit du mobile du crime. Mahon exploite avec brio ces faits en l’absence de toute preuve directe contre l’accusé, à part sa présence à l’intérieur de la maison lorsque Marilyn Sheppard a été tuée. Mahon met en exergue les incohérences de l’histoire de Sam Sheppard et notamment son impossibilité à donner une description précise de l’intrus qui aurait été dans la maison.
Parmi les questions étudiées durant le procès, l’une concerne la raison pour laquelle il n’y avait pas de sable dans ses cheveux alors que Sheppard affirme avoir été étendu sur la plage, et une autre l’absence du t-shirt de Sheppard qui, selon le procureur, contenait ou aurait dû contenir une partie du sang de Sheppard (puisqu’il l’aurait porté dans la lutte présumée avec l’intrus). Cependant, le procureur Mahon l’affirme alors qu’aucun T-shirt n’a jamais été trouvé ou présenté comme preuve. Une partie du dossier de l’accusation se concentre sur des questions telles que la raison pour laquelle un cambrioleur prendrait d’abord les effets personnels dans le sac en toile, pour ensuite les jeter dans des buissons à l’extérieur de la maison Sheppard. C’est dans ces circonstances que Mahon affirme que Sheppard a mis en scène la scène du crime. L’absence d’arme du crime est un handicap pour l’accusation, mais le médecin-légiste du comté de Cuyahoga permet de le contourner en témoignant qu’une empreinte de sang trouvée sur l’oreiller sous la tête de Marilyn Sheppard a été faite par un « instrument chirurgical à deux lames avec des dents à l’extrémité de chaque lame » semblable à un scalpel. Inexplicablement, les avocats de Sheppard ne contestent pas cette affirmation vague. L’avocat de Sheppard s’est vu refuser l’accès aux preuves matérielles par le juge et n’a donc pu faire valoir aucune objection concernant les gouttelettes de sang, les marques de l’arme du crime, les éclaboussures de sang, les marques physiques sur le corps, etc.

### Défense
L’avocat de Sheppard, William Corrigan, soutient au procès que Sheppard a souffert durant le crime de graves blessures et qu’elles ont été infligées par l’intrus. Corrigan fonde son argumentation sur le rapport du Dr Charles Elkins, le neurochirurgien qui a examiné Sheppard. Il a découvert que l’accusé avait subi une commotion cérébrale, une lésion nerveuse, et souffrait d’absence ou de faiblesse de certains réflexes notamment sur le côté gauche de son corps, et d’une blessure dans la région de la deuxième vertèbre cervicale à l’arrière du cou. Le Dr Elkins précise qu’il est impossible de simuler les réponses réflexes manquantes[réf. nécessaire].
La défense soutient également que, bien que la scène du crime était extrêmement sanglante, la seule preuve de sang apparaissant sur Sheppard était une tache de sang sur son pantalon. Corrigan affirme que la victime a eu deux dents cassées et que les morceaux n’étaient pas dans sa bouche, suggérant qu’elle avait peut-être mordu son agresseur. Il déclare au jury que Sheppard n’a aucune blessure ouverte. Des[Qui ?] observateurs mirent en doute l’exactitude de ces affirmations selon lesquelles Marilyn Sheppard avait perdu ses dents en mordant son agresseur, arguant que ses dents manquantes sont plus compatibles avec les coups sévères que Marilyn Sheppard a reçu sur le visage et le crâne. Cependant, le criminologue Paul L. Kirk (en) affirma plus tard que si les coups avaient conduit à la fracture des dents, des fragments auraient été retrouvés dans sa bouche et ses lèvres auraient été gravement endommagées, ce qui n’était pas le cas.
Sheppard témoigne à la barre pour sa propre défense. Il déclare avoir dormi au rez-de-chaussée sur le canapé et qu’il s’est réveillé en entendant sa femme crier.

« Je pense qu'elle a pleuré ou crié mon nom une ou deux fois, alors que je courrais à l'étage, pensant qu'elle pourrait avoir une réaction similaire aux convulsions qu'elle avait eu dans les premiers jours de sa grossesse. J'ai débarqué dans notre chambre et j'ai vu une forme avec un vêtement léger, je crois, à ce moment-là aux prises avec quelque chose ou quelqu'un. Pendant ce court instant, j'ai pu entendre de forts gémissements ou des gémissements et des bruits. J'ai été étourdi. Il semble que j'ai été frappé par derrière d'une manière ou d'une autre, mais que j'avais agrippé cet individu par l'avant ou devant moi. J'étais apparemment assommé. La première chose dont je me souviens ensuite et que je reprenais mes esprits me mettant en position assise à côté du lit, mes pieds vers le couloir. [...] J'ai regardé ma femme, je crois avoir pris son pouls et senti qu'elle était partie. Je crois que j'ai ensuite couru instinctivement ou inconsciemment dans la chambre voisine de mon enfant et j'ai en quelque sorte déterminé qu'il allait bien, je ne sais pas comment j'ai déterminé cela. Après cela, j'ai pensé avoir entendu un bruit en bas, apparemment dans la partie avant est de la maison. »

Sheppard déclare avoir couru en bas et poursuivi ce qu’il a décrit comme un « intrus aux cheveux touffus » ou une « forme » jusqu’à la plage du lac Érié en contrebas de la maison, avant d’être assommé à nouveau. La défense appelle dix-huit témoins en faveur de Sheppard et deux d’entre eux déclarent avoir vu un homme aux cheveux touffus près de la maison Sheppard le jour du crime[réf. nécessaire].

### Verdict et conséquences
Le 21 décembre, après avoir délibéré pendant quatre jours, le jury déclare Sheppard coupable de meurtre au deuxième degré. Il est condamné à la prison à vie. Le 7 janvier 1955, peu de temps après sa condamnation, sa mère, Ethel Sheppard, se suicide avec une arme à feu. Onze jours plus tard, son père, le Dr Richard Sheppard, meurt d’un ulcère gastrique hémorragique et d’un cancer de l’estomac. Sheppard est autorisé à assister aux deux funérailles mais ayant les mains menottées.
En 1959, Sheppard participe volontairement à des études sur le cancer menées par l’Institut Sloan-Kettering pour la recherche sur le cancer, permettant à des cellules cancéreuses vivantes d’être injectées dans son corps.
Le 13 février 1963, son beau-père Thomas S. Reese se suicide dans un motel d’East Cleveland dans l’Ohio,,.

## Appels et nouveau procès

### Appels
L’avocat de Sheppard, William Corrigan, passe six ans à tenter d’obtenir des procès en appel, mais ces tentatives sont des échecs. Le 30 juillet 1961, Corrigan meurt ; F. Lee Bailey lui succède comme avocat principal de Sheppard. La pétition de Bailey pour un bref d’habeas corpus est accordée le 15 juillet 1964 par un juge d’une cour de district qui qualifie le procès de 1954 de « parodie de justice » ayant piétiné les droits énoncés par le quatorzième amendement de la constitution américaine qui accorde à chaque citoyen le droit à une procédure régulière. L’État de l’ Ohio reçoit l’ordre de libérer Sheppard sous caution et donne au procureur 60 jours pour porter plainte contre lui, faute de quoi l’affaire serait définitivement classée sans coupable. L’État de l’Ohio a fait appel de la décision devant la cour d’appel pour le sixième circuit, qui, le 4 mars 1965, annule la décision du juge fédéral. Bailey interjette appel devant la Cour suprême des États-Unis, qui accepte d’entendre l’affaire Sheppard c. Maxwell (en). Le 6 juin 1966, par un vote de 8 contre 1, la Cour suprême annule la condamnation pour meurtre. La décision détaille notamment qu’une « atmosphère de carnaval » a imprégné le procès et que le juge du procès, Edward J. Blythin (en), décédé en 1958, avait un parti pris contre Sheppard ce qui est démontré par le fait qu’il avait refusé de séquestrer le jury, n’avait pas ordonné au jury de ne pas tenir compte des rapports des médias sur l’affaire, et parce qu’il avait déclaré lors d’un entretien avec la chroniqueuse de presse Dorothy Kilgallen peu avant le début du procès : « Eh bien, il est coupable comme l’enfer. Il n’y a aucun doute là-dessus ».
Sheppard est libéré en 1964 après dix ans de détention. Trois jours après sa libération, il épouse Ariane Tebbenjohanns, une Allemande divorcée avec laquelle il correspondait durant son emprisonnement. Ils s’étaient fiancés en janvier 1963. Tebbenjohanns fait l’objet d’attaque peu après l’annonce des fiançailles, du fait que sa demi-sœur était Magda Ritschel, l’épouse du chef de la propagande du Troisième Reich Joseph Goebbels. Tebbenjohanns est contrainte de déclarer qu’elle ne professe aucune opinion nationale-socialiste. Ils divorcent le 7 octobre 1969.

### Nouveau procès
La sélection des jurés commence le 24 octobre 1966 et les déclarations liminaires huit jours plus tard. L’intérêt des médias pour le procès est important, mais le jury est séquestré. Le procureur présente essentiellement la même affaire que douze ans plus tôt. Bailey cherche agressivement à discréditer chaque témoin à charge pendant le contre-interrogatoire. Lorsque le coroner Samuel Gerber témoigne au sujet d’une arme du crime qu’il a décrite comme une « arme chirurgicale », Bailey amène Gerber à admettre qu’aucune arme du crime n’a jamais été retrouvée et qu’ils n’avaient rien pour lier Sheppard au meurtre. Dans sa plaidoirie finale, Bailey rejette de façon cinglante le dossier de l’accusation contre Sheppard comme « dix livres de foutaise dans un sac de cinq livres ».
Contrairement au procès initial, ni Sheppard ni Susan Hayes ne prennent la parole ; cette stratégie s’avère payante. Après un délibéré de 12 heures, le jury prononce le 16 novembre un verdict de « non-culpabilité ». Ce procès a été important pour l’ascension de Bailey parmi les avocats de la défense pénale américains. C’est au cours de ce procès que Paul Kirk présente les preuves sanglantes qu’il a rassemblées au domicile de Sheppard en 1955, suggérant que le meurtrier était gaucher, alors que Sheppard était droitier, ce qui s’est avéré crucial pour son acquittement.
Trois semaines après le procès, Sheppard est invité du Tonight Show Starring Johnny Carson[réf. nécessaire].
Après son acquittement, Sheppard aide à l’écriture du livre Endure and Conquer, qui présente sa version de l’affaire et évoque ses années de prison[réf. nécessaire].

## Carrière de lutte professionnelle
Un ami de Sheppard, qui devient ensuite son beau-père, le lutteur professionnel George Strickland, lui enseigne la lutte et l’entraîne. Sheppard fait ses débuts en août 1969 à l’âge de 45 ans sous le nom de "Killer" Sam Sheppard (Sam Sheppard "le Tueur"), dans un combat contre Wild Bill Scholl.
Sheppard lutte dans plus de 40 matchs avant sa mort en avril 1970, y compris dans plusieurs combats en équipe avec Strickland comme partenaire. Sa notoriété fait de lui une vedette de la discipline.
Durant sa carrière de lutteur, Sheppard utilise ses connaissances anatomiques pour développer une nouvelle prise de soumission, la « griffe mandibulaire ». Elle a été popularisée par le lutteur professionnel Mankind en 1996.

## Pratique médicale tardive, remariage et décès
Après sa sortie de prison, Sheppard ouvre un cabinet médical à Gahanna dans la banlieue de Columbus dans l’Ohio. Le 10 mai 1968, Sheppard obtient de pratiquer la chirurgie à l’hôpital d’ostéopathie de Youngstown mais « [ses] compétences en tant que chirurgien s’étaient détériorées et, la plupart du temps, il était affaibli par l’alcool ». Cinq jours après avoir obtenu de pratiquer, il réalise une discectomie sur une femme dont il coupe une artère. La patiente décède le lendemain. Le 6 août, il entaille l’artère iliaque droite d’un patient de 29 ans qui meurt d’une hémorragie interne. Sheppard démissionne quelques mois plus tard après que des plaintes ont été déposées par les familles des patients pour ces morts injustifiées,.
Six mois avant sa mort, Sheppard épouse Colleen Strickland. Vers la fin de sa vie, Sheppard aurait bu « jusqu’à deux cinquièmes d’alcool par jour » (1,5 litre). Le 6 avril 1970, Sheppard est retrouvé mort dans sa maison de Columbus. Les premiers rapports indiquent que Sheppard a succombé à une insuffisance hépatique. La cause officielle du décès est l’encéphalopathie de Wernicke, un type de lésion cérébrale associé à l’alcoolisme avancé,,. Il est enterré à Columbus. Son corps y est resté jusqu’en septembre 1997, date à laquelle il est exhumé pour la réalisation de tests ADN dans le cadre du procès intenté par son fils pour blanchir le nom de son père. Après cela, son corps est incinéré et ses cendres disposées dans un mausolée du cimetière de Knollwood à Mayfield Heights dans l’Ohio, avec celles de sa femme assassinée.

## Procès civil pour emprisonnement injustifié

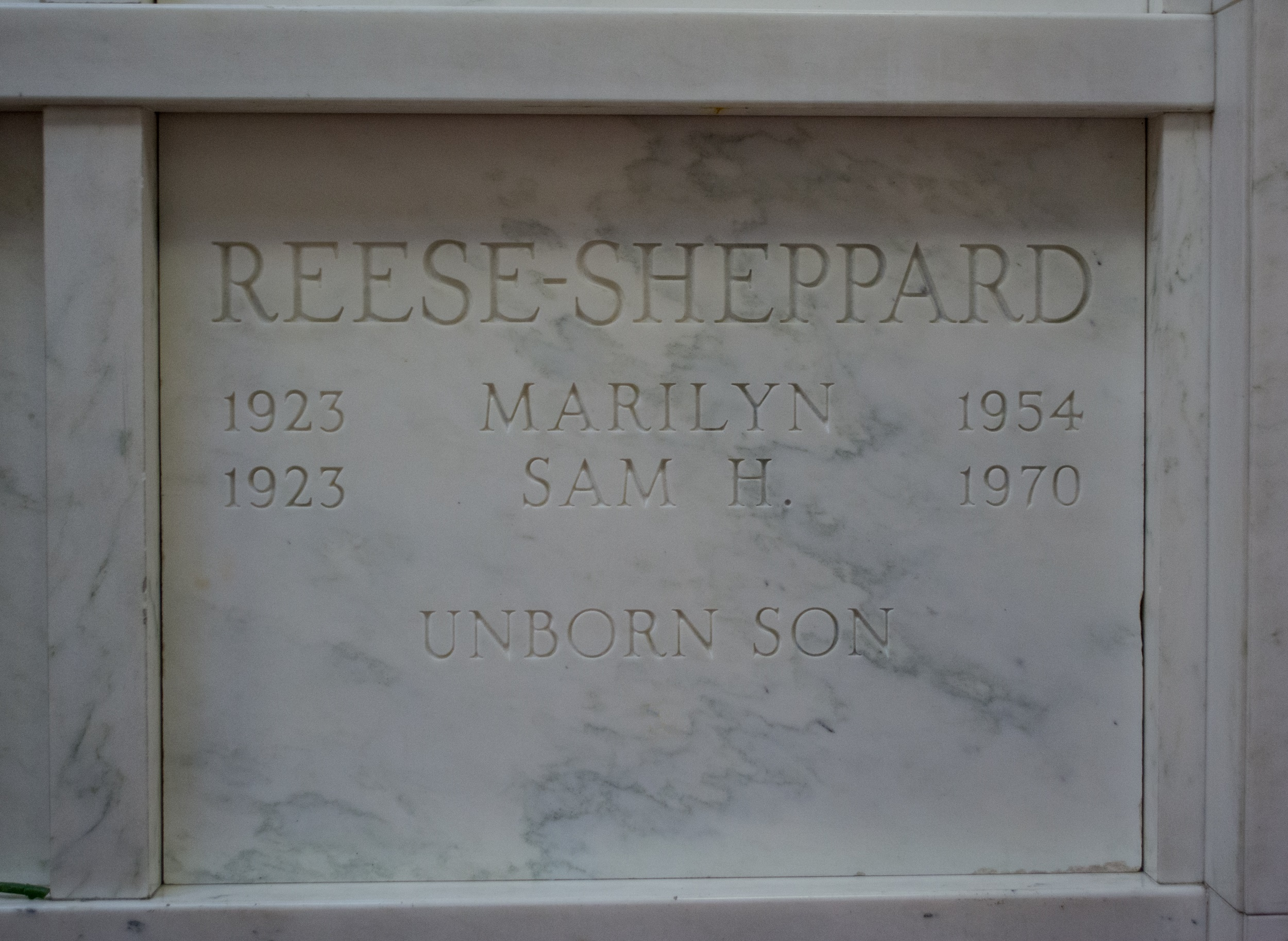
La tombe de Marilyn et Sam Sheppard au cimetière de Knollwood.

Samuel Reese Sheppard, son fils, a consacré beaucoup de temps et d’efforts pour tenter d’innocenter son père.
En 1999, Alan Davis, un ami de longue date de Sheppard  et administrateur de ses biens, poursuit l’État de l’Ohio devant la cour de première instance du comté de Cuyahoga pour l’emprisonnement injustifié de Sheppard.
Par ordonnance du tribunal, le corps de Marilyn Sheppard est exhumé, notamment pour déterminer si Sheppard était le père du fœtus qu’elle portait. Terry Gilbert, avocat de la famille Sheppard, déclare alors aux médias que « le fœtus avait déjà été autopsié dans cette affaire », un fait qui n’avait jamais été divulgué auparavant. Selon Gilbert, cela pose des questions sur le bureau du coroner dans l’examen initial et la dissimulation possible de preuves pertinentes. En raison des dégâts causés par le temps et de l’effet du formaldéhyde sur les tissus du fœtus, la paternité n’a pas pu être établie[réf. nécessaire].

### Richard Eberling
Durant le procès civil, Terry Gilbert, avocat du plaignant, soutient que Richard Eberling, bricoleur occasionnel et employé comme laveur de vitres par les Sheppard, est le suspect le plus probable du meurtre de Marilyn. Selon lui, Eberling trouvait Marilyn attirante et connaissait très bien l’aménagement de la maison Sheppard.
En 1959, des enquêteurs avaient interrogé Richard Eberling sur des cambriolages dans la région. Eberling avait avoué les cambriolages et montré aux détectives son butin, qui comprenait deux bagues ayant appartenu à Marilyn Sheppard. Il les avait volées en 1958, quelques années après le meurtre, dans la maison du frère de Sam Sheppard. Elles se trouvaient dans une boîte indiquant « Propriété personnelle de Marilyn Sheppard ». Lors d’un autre interrogatoire, Eberling admit que son sang se trouvait sur la scène du crime de Marilyn Sheppard. Il affirma qu’il s’était coupé le doigt en lavant les vitres juste avant le meurtre et qu’il avait saigné sur les lieux. Dans le cadre de l’enquête, Eberling passa un test polygraphique avec des questions sur le meurtre de Marilyn. L’examinateur conclut qu’Eberling n’avait pas montré de signe de tromperie dans ses réponses. Les résultats du polygraphe ont été réexaminés par d’autres experts des années plus tard ; ils constatèrent qu’ils étaient soit non concluants, soit qu’Eberling mentait.
Lors de son témoignage au procès civil de 2000, Bailey déclare qu’il avait enlevé Eberling de la liste des suspects en 1966 parce que « [il] pensai[t] qu’il avait réussi un bon test polygraphique ». Quand il a su qu’un expert polygraphique indépendant déclarait qu’Eberling avait assassiné Marilyn ou savait qui l’avait fait, Bailey déclara qu’il aurait probablement présenté Eberling comme un suspect lors du second procès de 1966.
Les preuves ADN, qui n’étaient pas disponibles lors des deux procès pour meurtre, ont joué un rôle important dans le procès civil. L’analyse ADN du sang sur les lieux du crime a révélé la présence de sang d’une tierce personne, autre que les époux Sheppard.
Concernant le lien entre le sang d’Eberling et celui sur la scène de crime, l’analyse autorisée au procès n’a pas été concluante. Un expert en ADN de l’accusation se déclare convaincu à 90 % que l’une des taches de sang appartenait à Richard Eberling mais que, selon les règles de la cour, cette preuve n’est pas recevable. La défense soutient que cette preuve avait été contaminée dans les années ayant suivi leur collecte et qu’une tache de sang importante relevée sur la porte du placard dans la chambre de Marilyn Sheppard pouvait correspondre potentiellement 83 % de la population adulte blanche. La défense souligne également que les résultats de 1955, réalisés avec l’ancienne technique de typage sanguin, sur le sang trouvé sur la porte du placard était de type O, tandis que le groupe sanguin d’Eberling était de type A.
Tout au long de sa vie, Richard Eberling a été lié à la mort suspecte de femmes et il a été reconnu coupable du meurtre d’une riche veuve âgée décédée sans héritiers. Ce meurtre, dont la victime fut Ethel May Durkin, a eu lieu en 1984 à Lakewood dans l’Ohio. Lors d’un examen judiciaire de la succession, il apparaît qu’Eberling, tuteur et exécuteur testamentaire de Durkin, n’avait pas exécuté ses dernières volontés, comprenant des stipulations sur son enterrement[réf. nécessaire].
Le corps de Durkin est exhumé et des blessures sont découvertes lors de l’autopsie. Elles ne correspondent pas aux affirmations d’Eberling d’accidents domestiques, dont la chute de la victime dans un escalier de sa maison. Eberling et sa partenaire, Obie Henderson, ont été reconnus coupables de la mort de Durkin lors d’un procès. Les deux sœurs de Durkin, Myrtle Fray et Sarah Belle Farrow, étaient également décédées dans des circonstances suspectes. Fray a été tuée après avoir été « sauvagement » frappée à la tête et au visage, puis étranglée ; Farrow est décédée des suites d’une chute dans les marches du sous-sol de la maison qu’elle partageait avec Durkin en 1970, une chute durant laquelle elle s’était cassé les deux jambes et les deux bras.[réf. nécessaire]
Eberling a nié toute implication dans le meurtre de Marilyn Sheppard. Kathy Wagner Dyal, qui a travaillé aux côtés d’Eberling dans l’affaire du meurtre d’Ethel May Durkin, témoigne qu’Eberling lui a avoué le meurtre en 1983. Un codétenu a également rapporté qu’Eberling lui a avoué le crime. La défense remet en question la crédibilité des deux témoins lors du procès civil de 2000 ; Eberling était mort dans une prison de l’Ohio deux ans plus tôt, en 1998. Il purgeait une peine d’emprisonnement à perpétuité pour le meurtre d’Ethel May Durkin en 1984[réf. nécessaire].

### La défense
Steve Dever dirige la défense de l’État de l’Ohio lors du procès, avec les procureurs adjoints Dean Maynard Boland et Kathleen Martin. Ils font valoir que Sheppard était le suspect le plus logique, présentant un témoignage d’expert suggérant que le meurtre de Marilyn Sheppard était un homicide familial classique. Ils soutiennent que Sheppard n’avait pas accueilli favorablement la nouvelle de la grossesse de sa femme, qu’il voulait continuer à la tromper avec Susan Hayes et avec d’autres femmes, et qu’il était préoccupé par la stigmatisation sociale qu’un divorce pourrait créer. Ils affirment que les éléments de preuve montrent que Marilyn Sheppard a peut-être frappé Sam Sheppard, provoquant une rage de colère qui avait conduit au meurtre. Boland examine les preuves étudiées les cinquante années précédentes par les enquêteurs, les journalistes et d’autres personnes ; pendant le procès, il est le premier à suggérer que l’arme du crime est une lampe de la chambre à coucher.
La défense s’interroge sur les motifs ayant conduit Sheppard à ne pas appeler à l’aide, pourquoi il avait soigneusement plié sa veste sur le canapé dans lequel il disait s’être endormi et pourquoi le chien de la famille, dont plusieurs témoins avaient témoigné lors du premier procès en 1954 qu’il était très bruyant lorsque des étrangers venaient à la maison, n’avaient pas aboyé la nuit du meurtre, ce qui impliquait que le chien connaissait le tueur.

### Verdict
Après dix semaines de procès, l’écoute de 76 témoins et l’examen de centaines de pièces à conviction, l’affaire est jugée par un jury civil de huit personnes. Le jury ne délibère que trois heures le 12 avril 2000 avant de rendre un verdict unanime : Samuel Reese Sheppard n’a pas réussi à prouver que son père a été incarcéré à tort.

### Invalidation de la demande d’emprisonnement injustifié
Le 22 février 2002, la cour d’appel du huitième district statue à l’unanimité que l’affaire civile n’aurait pas dû être portée devant le jury, car le délai de prescription avait expiré et qu’aucune action contre un emprisonnement injustifié n’était possible depuis la mort de Sam Sheppard. En août 2002, la cour suprême de l’Ohio refuse de réviser la décision de la cour d’appel,.

### Suspect supplémentaire
En 2002, un livre évoque l’hypothèse du meurtre de Marilyn Sheppard par James Call, un déserteur de l’Armée de l’Air étant passé par Cleveland lors d’une frénésie criminelle dans plusieurs États à l’époque des faits.

## Dossiers de l’affaire
En 2012, le procureur du comté de Cuyahoga William Mason désigne la bibliothèque de la faculté de droit Cleveland-Marshall (en) de l’université d’État de Cleveland pour recevoir les scellés et autres documents relatifs à l’affaire Sheppard. La faculté a numérisé ces archives, composées de plus de 60 boîtes de photographies, d’enregistrements et de documents judiciaires et a publié des parties en ligne via le dépôt officiel de l’école.

## Dans la culture populaire

### Dans la littérature
- Le roman Mr. Peanut d’Adam Ross publié en 2010 présente Sam Sheppard dans le rôle d’un détective de New York enquêtant sur la mort d’une femme et racontant les détails du meurtre de sa femme[63],[64].
- Edward D. Hoch s’est servi de lui pour créer le personnage de son célèbre détective, le Dr Sam Hawthorne[65].
- Le roman Crooked River Burning de Mark Winegardner (en) décrit le procès pour meurtre de Sheppard et s’achève par un épilogue sur la vie de catcheur et la mort de Sheppard[66].
- Dans son ouvrage La Tuerie d'Hollywood (en), Vincent Bugliosi et Curt Gentry comparent à plusieurs reprises le fanatisme médiatique du procès des meurtres de la famille Manson à celui de l’affaire Sheppard.
- Le roman de Max Allan Collins Do No Harm (Ne fais pas de mal), publié en 2020, partie de sa série primée de romans policiers historiques mettant en vedette le privé Nate Heller, met en scène ce dernier enquêtant sur l’affaire Sheppard à la demande d’Eliot Ness et d’Erle Stanley Gardner.

### Dans le film
- Le film de 1970 Au-delà de la sentence (en) est un film dramatique basé sur le procès pour meurtre de Sheppard.
- Le film de 1993 Le Fugitif avec Harrison Ford est également basé sur l'affaire comme la série (voir ci-dessous).
- La série télévisée Le Fugitif et le film de 1993 du même nom ont été cités comme étant vaguement basés sur l’histoire de Sheppard. Cette affirmation a toujours été rejetée par leurs créateurs[67].
- La série télévisée American Justice (en) (Justice américaine) produit un épisode basé sur cette affaire intitulé The Sam Sheppard Story (L’Histoire de Sam Sheppard).
- L’épisode 17 de la saison 2 de la série télévisée Cold Case : Affaires classées, intitulé Le Malheur des autres, est basé sur ce cas.
- Guilty or Innocent: The Sam Sheppard Murder Case (en) (Coupable ou innocent : l’affaire de meurtre de Sam Sheppard), téléfilm de 1975 avec George Peppard, est centré sur cette affaire.
- L’épisode Justice de la série télévisée New York, police judiciaire est basé sur les actions de Sam Reese Sheppard pour blanchir le nom de son père.
- My Father’s Shadow: The Sam Sheppard Story (L’Ombre de mon père : l’histoire de Sam Sheppard), téléfilm de 1998 avec Peter Strauss, a pour sujet cette affaire.
- La série télévisée The New Detectives (en) (Les Nouveaux Détectives) contient un épisode sur les tests médico-légaux de cette affaire, à la fois au moment de l’acte d’accusation de Sheppard et au moment des actions dans les décennies suivantes.
- Un épisode de la série télévisée Notorious (en), intitulé The Sam Sheppard Story (L’Histoire Sam Sheppard), concerne cette affaire.
- L’épisode NOVA : The Killer’s Trail - The Story of Dr Sam Sheppard (Les Traces du tueur - l’histoire du Dr Sam Sheppard) de la série télévisée Nova s’intéresse aux indices et - selon la description du produit qui accompagne la version DVD de l’épisode - parvient à la conclusion de « renverser les précédentes hypothèses sur le tueur et pointer vers un suspect entièrement nouveau, encore inconnu »[68].
- La série télévisée éducative Our Living Bill of Rights (Notre déclaration des droits vivantes), produite par Encyclopædia Britannica Films, évoque le procès Sheppard dans l’épisode Free Press vs. Trial By Jury: The Sheppard Case (La Presse libre contre un procès avec un jury : le cas Sheppard) (également appelé Free Press vs Fair Trial By Jury). L'épisode contient des images de films documentaires, des interviews de Sheppard et Bailey et une reconstitution de l’activité dans la maison Sheppard au moment du meurtre. L'épisode peut être consulté sur ce site : http://www.historicfilms.com/tapes/15618 (les séquences de titre d’ouverture et de clôture sont omises et sont entièrement en noir et blanc - l’original contenait des images en couleur)[69].
- La série documentaire Catching History’s Criminals: The Forensics Story (Attraper les grands criminels : l’histoire de la médecine légale) de la BBC Four étudie en 2015 ce cas dans l’épisode 2 de la première saison épisode, Traces of Guilt (Traces de culpabilité), en particulier en ce qui concerne les taches de sang et la morphoanalyse des traces de sang.
- La série A Crime to Remember (en) (Un crime à se souvenir) de la chaîne Investigation Discovery détaille les preuves et l’histoire de Sam Sheppard dans l’épisode de la saison 3 The Wrong Man (Le Mauvais Homme), diffusé pour la première fois le 15 décembre 2015.